# 2013年のナショナルリーグワイルドカードゲーム
2013年の野球において、メジャーリーグベースボール（MLB）のポストシーズンは10月1日に開幕した。ナショナルリーグの第2回ワイルドカードゲーム（英語: 2nd National League Wild Card Game）はその最初の試合として、アメリカ合衆国ペンシルベニア州ピッツバーグのPNCパークで行われ、ピッツバーグ・パイレーツがシンシナティ・レッズを6－2で下した。この結果、パイレーツが地区シリーズへ進出することになった。

## 両チームの2013年
パイレーツは1993年から2012年まで20年連続で負け越しており、特に過去2年はいずれも7月中旬に地区首位となったが、そこから崩れて4位に沈んでいた。この年も、当初は30球団で最初に50勝目を挙げる好調ぶりで、前半戦終了時点では首位セントルイス・カージナルスと1.0ゲーム差の2位につけた。そしてこの年は同じ轍を踏まず、後半戦も引き続きカージナルスと優勝を争った。抜きつ抜かれつの混戦のなか、9月上旬には単独首位に立ってゲーム差を最大2.0に広げ、その後また抜き返されても中旬には首位に並ぶなど粘った。最後はカージナルスに突き放され、27日に地区優勝を奪われたが、翌28日に第1ワイルドカードの座を確保した。投手陣が先発・救援ともに安定した働きを見せ、野手も高い守備力と効果的なシフトで彼らを支えるなど、ディフェンスの良さがチーム躍進の鍵となった。1試合平均得点は3.91でリーグ9位、防御率は3.26で同3位。
そのパイレーツやカージナルスと同じ地区に属するレッズも、開幕から勝利を積み重ねた。しかし地区首位の座にいたのは4月下旬が最後で、それ以降は2位以下の順位を強いられた。前半戦終了時点では首位カージナルスと5.0ゲーム差の3位だった。ただ、リーグのワイルドカード2枠をめぐる争いでは2位以上を維持し、3位ワシントン・ナショナルズ（東地区）に5.0ゲーム差をつけていた。後半戦は、地区優勝をめぐってはカージナルスとパイレーツになかなか追いつけず、その一方でワイルドカード争いではナショナルズに追い上げられた。9月23日にナショナルズを振り切ってポストシーズン進出を決めたが、最後に5連敗を喫して地区優勝をカージナルスに、第1ワイルドカードをパイレーツに譲った。選手それぞれが持ち味を発揮したにもかかわらず、チームとしては中途半端な結果に終わった。1試合平均得点は4.31でリーグ3位、防御率は3.38で同4位。
両チームはこの年、レギュラーシーズンでは計19試合を戦っている。結果は以下の通り。
| 日付                                                      | ビジター球団（先攻）     | スコア | ホーム球団（後攻）       | 開催球場                              | 開催球場                                         |
| --------------------------------------------------------- | ------------------------ | ------ | ------------------------ | ------------------------------------- | ------------------------------------------------ |
| 4月12日（金）                                             | シンシナティ・レッズ     | 5－6   | ピッツバーグ・パイレーツ | PNCパーク                             | PNCパークグレート・アメリカン・ · ボール・パーク |
| 4月13日（土）                                             | シンシナティ・レッズ     | 1－3   | ピッツバーグ・パイレーツ | PNCパーク                             | PNCパークグレート・アメリカン・ · ボール・パーク |
| 4月14日（日）                                             | シンシナティ・レッズ     | 7－10  | ピッツバーグ・パイレーツ | PNCパーク                             | PNCパークグレート・アメリカン・ · ボール・パーク |
|                                                           |                          |        |                          |                                       | PNCパークグレート・アメリカン・ · ボール・パーク |
| 5月31日（金）                                             | シンシナティ・レッズ     | 6－0   | ピッツバーグ・パイレーツ | PNCパーク                             | PNCパークグレート・アメリカン・ · ボール・パーク |
| 6月01日（土）                                             | シンシナティ・レッズ     | 2－0   | ピッツバーグ・パイレーツ | PNCパーク                             | PNCパークグレート・アメリカン・ · ボール・パーク |
| 6月02日（日）                                             | シンシナティ・レッズ     | 4－5x  | ピッツバーグ・パイレーツ | PNCパーク                             | PNCパークグレート・アメリカン・ · ボール・パーク |
|                                                           |                          |        |                          |                                       | PNCパークグレート・アメリカン・ · ボール・パーク |
| 6月17日（月）                                             | ピッツバーグ・パイレーツ | 1－4   | シンシナティ・レッズ     | グレート・アメリカン・ ボール・パーク | PNCパークグレート・アメリカン・ · ボール・パーク |
| 6月18日（火）                                             | ピッツバーグ・パイレーツ | 4－0   | シンシナティ・レッズ     | グレート・アメリカン・ ボール・パーク | PNCパークグレート・アメリカン・ · ボール・パーク |
| 6月19日（水）                                             | ピッツバーグ・パイレーツ | 1－2x  | シンシナティ・レッズ     | グレート・アメリカン・ ボール・パーク | PNCパークグレート・アメリカン・ · ボール・パーク |
| 6月20日（木）                                             | ピッツバーグ・パイレーツ | 5－3   | シンシナティ・レッズ     | グレート・アメリカン・ ボール・パーク | PNCパークグレート・アメリカン・ · ボール・パーク |
|                                                           |                          |        |                          |                                       | PNCパークグレート・アメリカン・ · ボール・パーク |
| 7月19日（金）                                             | ピッツバーグ・パイレーツ | 3－5   | シンシナティ・レッズ     | グレート・アメリカン・ ボール・パーク | PNCパークグレート・アメリカン・ · ボール・パーク |
| 7月20日（土）                                             | ピッツバーグ・パイレーツ | 4－5   | シンシナティ・レッズ     | グレート・アメリカン・ ボール・パーク | PNCパークグレート・アメリカン・ · ボール・パーク |
| 7月21日（日）                                             | ピッツバーグ・パイレーツ | 3－2   | シンシナティ・レッズ     | グレート・アメリカン・ ボール・パーク | PNCパークグレート・アメリカン・ · ボール・パーク |
|                                                           |                          |        |                          |                                       | PNCパークグレート・アメリカン・ · ボール・パーク |
| 9月20日（金）                                             | シンシナティ・レッズ     | 6－5   | ピッツバーグ・パイレーツ | PNCパーク                             | PNCパークグレート・アメリカン・ · ボール・パーク |
| 9月21日（土）                                             | シンシナティ・レッズ     | 2－4   | ピッツバーグ・パイレーツ | PNCパーク                             | PNCパークグレート・アメリカン・ · ボール・パーク |
| 9月22日（日）                                             | シンシナティ・レッズ     | 11－3  | ピッツバーグ・パイレーツ | PNCパーク                             | PNCパークグレート・アメリカン・ · ボール・パーク |
|                                                           |                          |        |                          |                                       | PNCパークグレート・アメリカン・ · ボール・パーク |
| 9月27日（金）                                             | ピッツバーグ・パイレーツ | 4－1   | シンシナティ・レッズ     | グレート・アメリカン・ ボール・パーク | PNCパークグレート・アメリカン・ · ボール・パーク |
| 9月28日（土）                                             | ピッツバーグ・パイレーツ | 8－3   | シンシナティ・レッズ     | グレート・アメリカン・ ボール・パーク | PNCパークグレート・アメリカン・ · ボール・パーク |
| 9月29日（日）                                             | ピッツバーグ・パイレーツ | 4－2   | シンシナティ・レッズ     | グレート・アメリカン・ ボール・パーク | PNCパークグレート・アメリカン・ · ボール・パーク |
| ピッツバーグ・パイレーツ［11勝－8勝］シンシナティ・レッズ |                          |        |                          |                                       | PNCパークグレート・アメリカン・ · ボール・パーク |

## ロースター
両チームの出場選手登録（ロースター）は以下の通り。
- 名前の横の★はこの年のオールスターゲームに選出された選手を、＃はレギュラーシーズン開幕後に入団した選手を示す。
- 年齢は試合開催時点でのもの。

| ピッツバーグ・パイレーツ | ピッツバーグ・パイレーツ | ピッツバーグ・パイレーツ | ピッツバーグ・パイレーツ    | ピッツバーグ・パイレーツ | ピッツバーグ・パイレーツ | ピッツバーグ・パイレーツ | シンシナティ・レッズ | シンシナティ・レッズ | シンシナティ・レッズ | シンシナティ・レッズ        | シンシナティ・レッズ | シンシナティ・レッズ | シンシナティ・レッズ |
| 守備位置                 | 背番号                   | 出身                     | 選手                        | 投                       | 打                       | 年齢                     | 守備位置             | 背番号               | 出身                 | 選手                        | 投                   | 打                   | 年齢                 |
| ------------------------ | ------------------------ | ------------------------ | --------------------------- | ------------------------ | ------------------------ | ------------------------ | -------------------- | -------------------- | -------------------- | --------------------------- | -------------------- | -------------------- | -------------------- |
| 投手                     | 45                       | アメリカ合衆国の旗       | ゲリット・コール            | 右                       | 右                       | 23                       | 投手                 | 54                   | キューバの旗         | アロルディス・チャップマン★ | 左                   | 左                   | 25                   |
| 投手                     | 30                       | ベネズエラの旗           | ジーンマー・ゴメス          | 右                       | 右                       | 25                       | 投手                 | 47                   | ドミニカ共和国の旗   | ジョニー・クエト            | 右                   | 右                   | 27                   |
| 投手                     | 39                       | アメリカ合衆国の旗       | ジェイソン・グリーリ★       | 右                       | 右                       | 36                       | 投手                 | 30                   | アメリカ合衆国の旗   | ザック・デューク＃          | 左                   | 左                   | 30                   |
| 投手                     | 47                       | ドミニカ共和国の旗       | フランシスコ・リリアーノ    | 左                       | 左                       | 29                       | 投手                 | 60                   | アメリカ合衆国の旗   | J.J.フーバー                | 右                   | 右                   | 26                   |
| 投手                     | 32                       | アメリカ合衆国の旗       | ビン・マザーロ              | 右                       | 右                       | 27                       | 投手                 | 44                   | アメリカ合衆国の旗   | マイク・リーク              | 右                   | 右                   | 25                   |
| 投手                     | 35                       | アメリカ合衆国の旗       | マーク・マランソン★         | 右                       | 右                       | 28                       | 投手                 | 63                   | アメリカ合衆国の旗   | サム・レキュア              | 右                   | 右                   | 29                   |
| 投手                     | 29                       | アメリカ合衆国の旗       | ブライアン・モリス          | 右                       | 左                       | 26                       | 投手                 | 45                   | アメリカ合衆国の旗   | ショーン・マーシャル        | 左                   | 左                   | 31                   |
| 投手                     | 44                       | アメリカ合衆国の旗       | トニー・ワトソン            | 左                       | 左                       | 28                       | 投手                 | 66                   | アメリカ合衆国の旗   | ローガン・オンドルーセック  | 右                   | 右                   | 28                   |
| 投手                     | 37                       | アメリカ合衆国の旗       | ジャスティン・ウィルソン    | 左                       | 左                       | 26                       | 投手                 | 43                   | アメリカ合衆国の旗   | マニー・パーラ              | 左                   | 左                   | 30                   |
| 捕手                     | 14                       | アメリカ合衆国の旗       | ジョン・バック              | 右                       | 右                       | 33                       | 投手                 | 31                   | ドミニカ共和国の旗   | アルフレド・サイモン        | 右                   | 右                   | 32                   |
| 捕手                     | 55                       | カナダの旗               | ラッセル・マーティン        | 右                       | 右                       | 30                       | 捕手                 | 29                   | アメリカ合衆国の旗   | ライアン・ハニガン          | 右                   | 右                   | 33                   |
| 捕手                     | 59                       | アメリカ合衆国の旗       | トニー・サンチェス          | 右                       | 右                       | 25                       | 捕手                 | 39                   | アメリカ合衆国の旗   | デビン・メソラコ            | 右                   | 右                   | 25                   |
| 内野手                   | 24                       | ドミニカ共和国の旗       | ペドロ・アルバレス★         | 右                       | 左                       | 26                       | 内野手               | 2                    | アメリカ合衆国の旗   | ザック・コザート            | 右                   | 右                   | 28                   |
| 内野手                   | 12                       | アメリカ合衆国の旗       | クリント・バームス          | 右                       | 右                       | 34                       | 内野手               | 21                   | アメリカ合衆国の旗   | トッド・フレイジャー        | 右                   | 右                   | 27                   |
| 内野手                   | 5                        | アメリカ合衆国の旗       | ジョシュ・ハリソン          | 右                       | 右                       | 26                       | 内野手               | 9                    | アメリカ合衆国の旗   | ジャック・ハナハン          | 右                   | 左                   | 33                   |
| 内野手                   | 46                       | アメリカ合衆国の旗       | ギャレット・ジョーンズ      | 左                       | 左                       | 32                       | 内野手               | 3                    | ベネズエラの旗       | シーザー・イズトゥリス      | 右                   | 両                   | 33                   |
| 内野手                   | 10                       | アメリカ合衆国の旗       | ジョーディー・マーサー      | 右                       | 右                       | 27                       | 内野手               | 4                    | アメリカ合衆国の旗   | ブランドン・フィリップス★   | 右                   | 右                   | 32                   |
| 内野手                   | 36                       | カナダの旗               | ジャスティン・モルノー＃    | 右                       | 左                       | 32                       | 内野手               | 19                   | カナダの旗           | ジョーイ・ボット★           | 右                   | 左                   | 30                   |
| 内野手                   | 17                       | アメリカ合衆国の旗       | ギャビー・サンチェス        | 右                       | 右                       | 30                       | 外野手               | 32                   | アメリカ合衆国の旗   | ジェイ・ブルース            | 左                   | 左                   | 26                   |
| 内野手                   | 18                       | アメリカ合衆国の旗       | ニール・ウォーカー          | 右                       | 両                       | 28                       | 外野手               | 17                   | 大韓民国の旗         | 秋信守                      | 左                   | 左                   | 31                   |
| 外野手                   | 2                        | アメリカ合衆国の旗       | マーロン・バード＃          | 右                       | 右                       | 36                       | 外野手               | 6                    | アメリカ合衆国の旗   | ビリー・ハミルトン          | 右                   | 両                   | 23                   |
| 外野手                   | 6                        | ドミニカ共和国の旗       | スターリング・マルテ        | 右                       | 右                       | 24                       | 外野手               | 28                   | アメリカ合衆国の旗   | クリス・ハイジー            | 右                   | 右                   | 28                   |
| 外野手                   | 22                       | アメリカ合衆国の旗       | アンドリュー・マカッチェン★ | 右                       | 右                       | 26                       | 外野手               | 48                   | アメリカ合衆国の旗   | ライアン・ラドウィック      | 左                   | 右                   | 35                   |
| 外野手                   | 23                       | アメリカ合衆国の旗       | トラビス・スナイダー        | 左                       | 左                       | 25                       | 外野手               | 26                   | アメリカ合衆国の旗   | ゼイビア・ポール            | 右                   | 左                   | 28                   |
| 外野手                   | 31                       | ベネズエラの旗           | ホセ・タバタ                | 右                       | 右                       | 25                       | 外野手               | 15                   | アメリカ合衆国の旗   | デリック・ロビンソン        | 左                   | 両                   | 26                   |

## 試合
|                          | 1 | 2 | 3 | 4 | 5 | 6 | 7 | 8 | 9 | R | H  | E |
| ------------------------ | - | - | - | - | - | - | - | - | - | - | -- | - |
| シンシナティ・レッズ     | 0 | 0 | 0 | 1 | 0 | 0 | 0 | 1 | 0 | 2 | 6  | 0 |
| ピッツバーグ・パイレーツ | 0 | 2 | 1 | 2 | 0 | 0 | 1 | 0 | X | 6 | 14 | 0 |

1. 勝利：フランシスコ・リリアーノ
2. 敗戦：ジョニー・クエト
3. 本塁打
CIN：秋信守1号ソロ
PIT：マーロン・バード1号ソロ、ラッセル・マーティン1号ソロ・2号ソロ
4. 審判
［球審］ジョー・ウェスト
［塁審］一塁: デイル・スコット、二塁: ダン・アイアソーニャ、三塁: ロブ・ドレイク
［外審］左翼: ティム・ティモンズ、右翼: ランス・バークスデイル
5. 試合開始時刻: 東部夏時間（UTC-4）午後8時6分 試合時間: 3時間14分 観客: 4万487人 気温: 73°F（22.8°C）
詳細: MLB.com Gameday / ESPN.com / Baseball-Reference.com / FanGraphs

| シンシナティ・レッズ | シンシナティ・レッズ | シンシナティ・レッズ | シンシナティ・レッズ | シンシナティ・レッズ                                                                                      | ピッツバーグ・パイレーツ | ピッツバーグ・パイレーツ | ピッツバーグ・パイレーツ | ピッツバーグ・パイレーツ | ピッツバーグ・パイレーツ                                                                                    |
| -------------------- | -------------------- | -------------------- | -------------------- | --- | ------------------------ | ------------------------ | ------------------------ | ------------------------ | --- |
| 打順                 | 守備                 | 選手                 | 打席                 | J・クエトR・ハニガンJ・ボットB・フィリップスT・フレイ · ジャーZ・コザートR・ラドウィック秋信守J・ブルース | 打順                     | 守備                     | 選手                     | 打席                     | F・リリアーノR・マーティンJ・モルノーN・ウォーカーP・アルバレスC・バームスS・マルテA・マカッチェンM・バード |
| 1                    | 中                   | 秋信守               | 左                   | J・クエトR・ハニガンJ・ボットB・フィリップスT・フレイ · ジャーZ・コザートR・ラドウィック秋信守J・ブルース | 1                        | 左                       | S・マルテ                | 右                       | F・リリアーノR・マーティンJ・モルノーN・ウォーカーP・アルバレスC・バームスS・マルテA・マカッチェンM・バード |
| 2                    | 左                   | R・ラドウィック      | 右                   | J・クエトR・ハニガンJ・ボットB・フィリップスT・フレイ · ジャーZ・コザートR・ラドウィック秋信守J・ブルース | 2                        | ニ                       | N・ウォーカー            | 両                       | F・リリアーノR・マーティンJ・モルノーN・ウォーカーP・アルバレスC・バームスS・マルテA・マカッチェンM・バード |
| 3                    | 一                   | J・ボット            | 左                   | J・クエトR・ハニガンJ・ボットB・フィリップスT・フレイ · ジャーZ・コザートR・ラドウィック秋信守J・ブルース | 3                        | 中                       | A・マカッチェン          | 右                       | F・リリアーノR・マーティンJ・モルノーN・ウォーカーP・アルバレスC・バームスS・マルテA・マカッチェンM・バード |
| 4                    | 二                   | B・フィリップス      | 右                   | J・クエトR・ハニガンJ・ボットB・フィリップスT・フレイ · ジャーZ・コザートR・ラドウィック秋信守J・ブルース | 4                        | 一                       | J・モルノー              | 左                       | F・リリアーノR・マーティンJ・モルノーN・ウォーカーP・アルバレスC・バームスS・マルテA・マカッチェンM・バード |
| 5                    | 右                   | J・ブルース          | 左                   | J・クエトR・ハニガンJ・ボットB・フィリップスT・フレイ · ジャーZ・コザートR・ラドウィック秋信守J・ブルース | 5                        | 右                       | M・バード                | 右                       | F・リリアーノR・マーティンJ・モルノーN・ウォーカーP・アルバレスC・バームスS・マルテA・マカッチェンM・バード |
| 6                    | 三                   | T・フレイジャー      | 右                   | J・クエトR・ハニガンJ・ボットB・フィリップスT・フレイ · ジャーZ・コザートR・ラドウィック秋信守J・ブルース | 6                        | 三                       | P・アルバレス            | 左                       | F・リリアーノR・マーティンJ・モルノーN・ウォーカーP・アルバレスC・バームスS・マルテA・マカッチェンM・バード |
| 7                    | 遊                   | Z・コザート          | 右                   | J・クエトR・ハニガンJ・ボットB・フィリップスT・フレイ · ジャーZ・コザートR・ラドウィック秋信守J・ブルース | 7                        | 捕                       | R・マーティン            | 右                       | F・リリアーノR・マーティンJ・モルノーN・ウォーカーP・アルバレスC・バームスS・マルテA・マカッチェンM・バード |
| 8                    | 捕                   | R・ハニガン          | 右                   | J・クエトR・ハニガンJ・ボットB・フィリップスT・フレイ · ジャーZ・コザートR・ラドウィック秋信守J・ブルース | 8                        | 遊                       | C・バームス              | 右                       | F・リリアーノR・マーティンJ・モルノーN・ウォーカーP・アルバレスC・バームスS・マルテA・マカッチェンM・バード |
| 9                    | 投                   | J・クエト            | 右                   | J・クエトR・ハニガンJ・ボットB・フィリップスT・フレイ · ジャーZ・コザートR・ラドウィック秋信守J・ブルース | 9                        | 投                       | F・リリアーノ            | 左                       | F・リリアーノR・マーティンJ・モルノーN・ウォーカーP・アルバレスC・バームスS・マルテA・マカッチェンM・バード |
| 先発投手             | 先発投手             | 先発投手             | 投球                 | J・クエトR・ハニガンJ・ボットB・フィリップスT・フレイ · ジャーZ・コザートR・ラドウィック秋信守J・ブルース | 先発投手                 | 先発投手                 | 先発投手                 | 投球                     | F・リリアーノR・マーティンJ・モルノーN・ウォーカーP・アルバレスC・バームスS・マルテA・マカッチェンM・バード |
| J・クエト            | J・クエト            | J・クエト            | 右                   | J・クエトR・ハニガンJ・ボットB・フィリップスT・フレイ · ジャーZ・コザートR・ラドウィック秋信守J・ブルース | F・リリアーノ            | F・リリアーノ            | F・リリアーノ            | 左                       | F・リリアーノR・マーティンJ・モルノーN・ウォーカーP・アルバレスC・バームスS・マルテA・マカッチェンM・バード |

試合前の式典では、アメリカ合衆国国歌『星条旗』独唱をパイレーツ外野手アンドリュー・マカッチェンの母ペトリーナが行い、始球式ではダグ・ドレイベックがボールを投じた。この試合の先発投手は、パイレーツはフランシスコ・リリアーノ、レッズはジョニー・クエト。レギュラーシーズンでの成績は、リリアーノが26試合161.0イニングで16勝8敗・防御率3.02、クエトが11試合60.2イニングで5勝2敗・防御率2.82である。ドミニカ共和国出身の投手どうしが先発で投げ合うのは、ポストシーズンでは9年ぶり史上3度目となる。

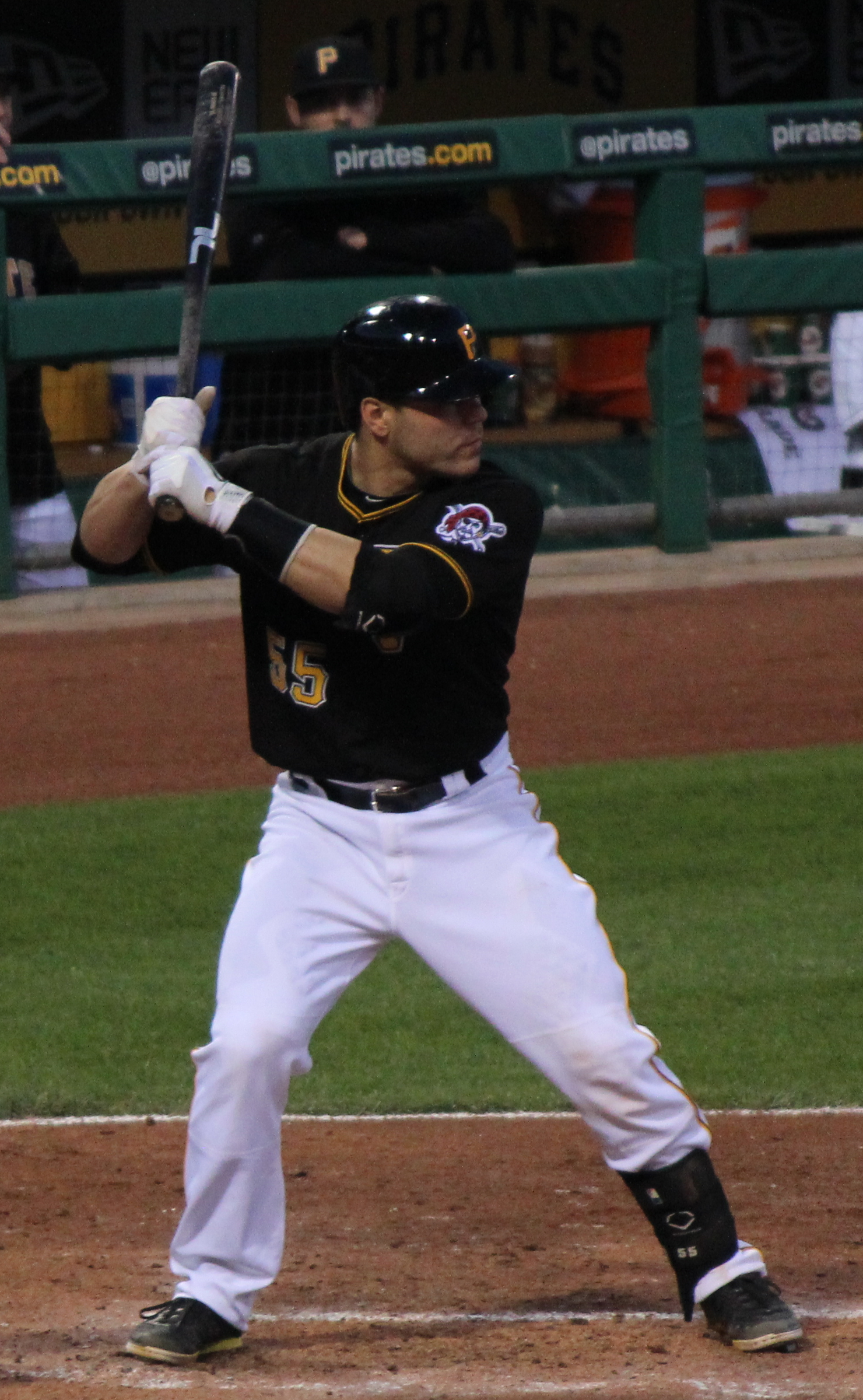
ラッセル・マーティンは打っては2本塁打、守っては投手陣を1失点の好投に導いた（写真は2013年5月3日撮影）

ペンシルベニア州ピッツバーグでポストシーズンが行われるのは1992年のリーグ優勝決定戦以来21年ぶりとあって、この日のPNCパークには球場史上最多の観客が詰めかけてパイレーツに声援を送っていた。そのなかで登板したリリアーノは、1回・2回とレッズを三者凡退に封じた。パイレーツは2回裏、先頭の5番マーロン・バードが4球目のチェンジアップを捉え、左翼スタンドへ飛び込む先制のソロ本塁打とする。この展開に場内のファンはさらに盛り上がり、7番ラッセル・マーティンの打席では「クエエエト！ クエエエト！」と、相手投手の名前を連呼し始めた。煽られたクエトはマーティンに対してボール先行のカウントにし、4球目を投げる前にはマウンド上でボールを落とした。それを拾ってからの4球目はフォーシームが真ん中に入り、マーティンがこれを逃さずに引っ張ると、左翼スタンドへ飛び込むソロ本塁打となった。クエトは喚声の影響を否定したが、マーティンは「本人じゃないからわからないけど、観客の声は聞こえているはずだ」と述べた。
パイレーツは3回裏も一死一・三塁の好機を作って、6番ペドロ・アルバレスの犠牲フライで1点を加える。3点差をつけられたレッズは4回表、先頭の1番・秋信守が死球で出塁し、これをきっかけに二死一・二塁として、5番ジェイ・ブルースの左前打で1点を返した。だがパイレーツはその裏、一死から1番スターリング・マルテが二塁打を放ち、クエトを降板に追い込んだ。彼の球を受けた捕手のライアン・ハニガンは「今日はストライクゾーンの低めを突けてなかったし、球の沈みもいつもより悪かった」と振り返った。クエト降板後もレッズ投手陣はパイレーツ打線を止めることができない。2番手ショーン・マーシャルは2番ニール・ウォーカーの二塁打で4点目を奪われ、一塁が空いたので3番マカッチェンを敬遠したが、4番ジャスティン・モルノーにも四球を与えて満塁とする。3番手J.J.フーバーは5番バードを二ゴロに打ち取るも、二塁手ブランドン・フィリップスが打球をこぼしたため併殺とはならず、その間に三塁走者ウォーカーが生還した。
リリアーノは失点を喫した4回と同様に、5回も先頭打者を出塁させる。7番ザック・コザートを3球で2ストライクに追い込むが、1球ファウルのあと3球連続で見極められての四球だった。しかし8番ハニガンを右飛に退けると、代打クリス・ハイジーはフルカウントからのスライダーで三ゴロ併殺に仕留め、失点を免れた。レッズ打線が3周り目に入った6回表は、一死から2番ライアン・ラドウィックがチーム初長打となる二塁打で得点圏に進み、好機で中軸に打順をまわす。リリアーノは、3番ジョーイ・ボットを外角低めスライダーで空振り三振に、4番フィリップスを外角低めチェンジアップで二ゴロに封じ、この場面を切り抜けた。レッズは7回表も一死から、今度は6番トッド・フレイジャーが二塁打を浴びせ、再び得点圏に走者を出す。それでもリリアーノは、7番コザートにスライダーで遊ゴロを打たせて走者を進ませもせず、8番ハニガンもスライダーで三ゴロに片付けた。リリアーノは結局、7イニング90球を4回の1失点のみで投げ切った。

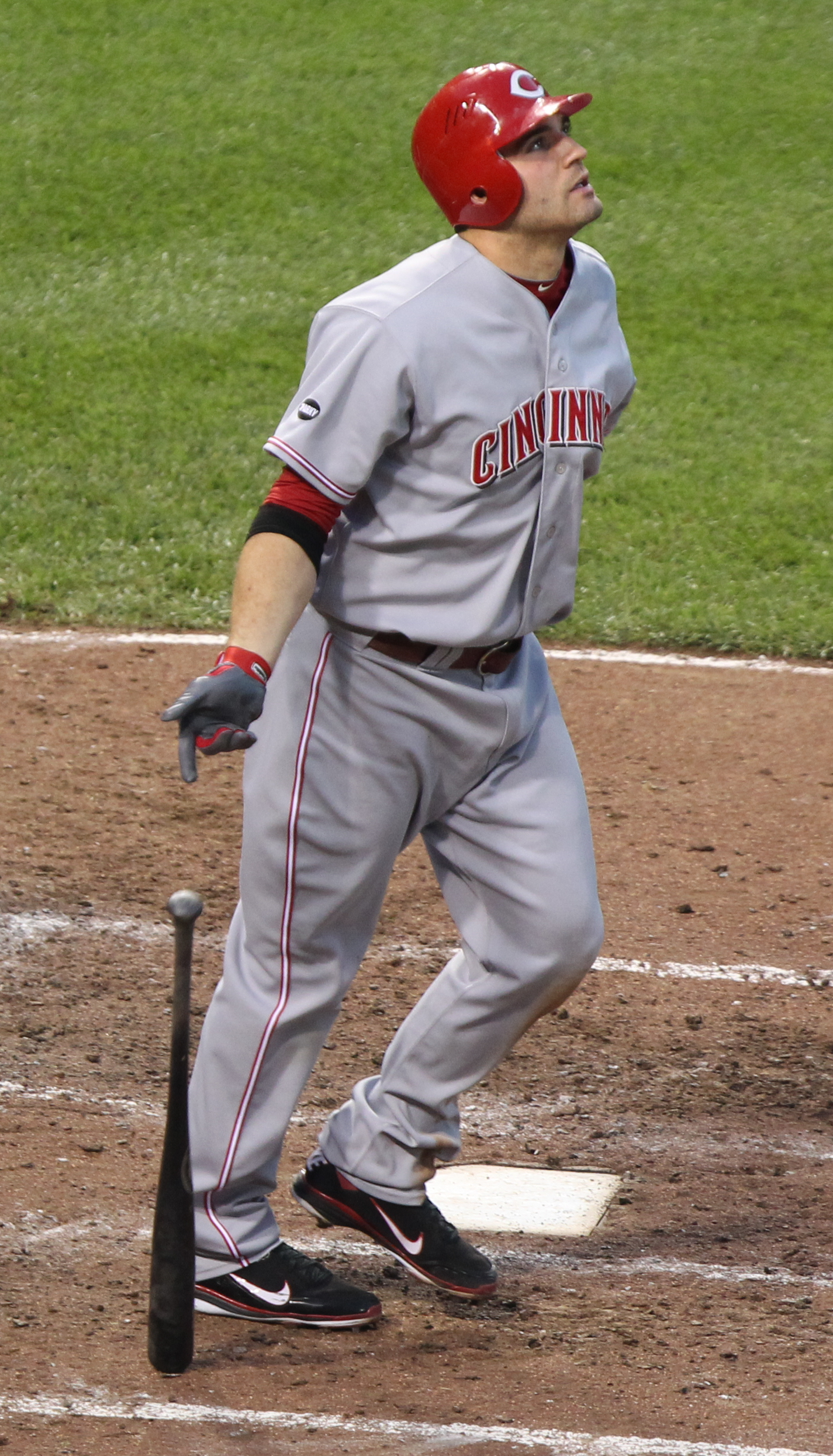
ジョーイ・ボットは4打数無安打2三振とこの日はいいところなく終わった（写真は2011年6月25日撮影）

7回裏、パイレーツは先頭の7番マーティンがこの日2本目のソロ本塁打を放ち、6－1と点差を5点に広げた。一死後、9番リリアーノの打順で代打にトラビス・スナイダーが送られた。スナイダーは空振り三振に終わったが、場内のファンは打席のあいだ、リリアーノの名前を連呼して好投を称えていた。8回表、左腕トニー・ワトソンがリリアーノからマウンドを引き継ぐ。レッズはワトソンを攻めたて、一死から1番・秋のソロ本塁打で4点差に戻すと、2番ラドウィックもエンタイトル二塁打で続いた。だが3番ボットと4番フィリップスがともに一ゴロに倒れ、3点目を取ることはできなかった。この日は3・4番コンビのふたりが、第1打席以外は得点圏に走者を置いた場面で打席に立ちながら、無安打と沈黙した。9回表、パイレーツは抑えのジェイソン・グリーリが登板し、5番ブルースを空振り三振に、6番フレイジャーを左飛に片付ける。そして最後は7番コザートを1球で二ゴロに打ち取り、三者凡退で試合を締めくくった。
パイレーツがポストシーズン初戦突破を決めると、場内のファンは大歓声をあげた。試合を通してパイレーツに声援を送り続けた彼らについて、マーティンは「こんなに大きな声援は人生でも初めての経験だ」と振り返り、また「10人目の選手になって僕らを勝たせてくれたようなもんだね」と語った。マカッチェンは「もし僕が敵チームの選手だったら、こんなにやかましいところでプレイするのは嫌だ」と話した。次にPNCパークで試合が行われるのは5日後の地区シリーズ第3戦で、対戦相手は同じ中地区でレギュラーシーズン最終盤まで競ったセントルイス・カージナルスである。一方のレッズは、ダスティ・ベイカーが監督に就任して6年目で3度目のポストシーズン出場だったが、地区シリーズで敗退した2010年と2012年に続き、またも初戦で姿を消すことになった。これを受け、チームは試合から3日後にベイカーを解任し、2014年シーズンを新たな体制で迎えることにしたのだった。